# Sten Linder
Sten Ingvar Linder, född den 21 maj 1900 i Ljusne församling, Gävleborgs län, död den 8 augusti 1945 i Nyköping, var en svensk litteraturhistoriker.
Linder blev filosofie magister i Uppsala 1925, filosofie licentiat 1930 och filosofie doktor 1931. Han var docent i litteraturhistoria vid Uppsala universitet 1930–1937, adjunkt vid Örebro högre allmänna läroverk 1937–1938, lektor vid Nyköpings högre allmänna läroverk från 1939, medlem av Svenska Akademiens Nobelinstitut från 1938, litteraturkrönikör i radio från 1935. Linder utgav skrifterna Ernst Ahlgren i hennes romaner (1930), Ibsen, Strindberg och andra (1936), Bo Bergman (1940) och August Strindberg (1942). Han var medarbetare i Ord och Bild, Samlaren med flera tidskrifter.